# Abe (filme)
Abe é um filme de comédia dramática de 2019 dirigido por Fernando Andrade e estrelado por Noah Schnapp e Seu Jorge. Teve estreia mundial no Festival Sundance de Cinema de 2019. No Brasil, foi lançado pela Downtown Filmes/Paris Filmes nos cinemas em 5 de agosto de 2021.

## Sinopse
Abe é um garoto de 12 anos que cozinha para tentar unir a família que é origem distinta: metade israelense e a outra metade da palestina.

## Recepção
No agregador de críticas Rotten Tomatoes, que categoriza as opiniões apenas como positivas ou negativas, o filme tem um índice de aprovação de 70% calculado com base em 33 comentários dos críticos que é seguido do consenso: "Auxiliado por uma direção sensível e pelo trabalho de Noah Schnapp no papel-título, Abe é um drama familiar simples cujos toques sutis aumentam sua profundidade surpreendente. Já no agregador Metacritic, com base em 12 opiniões de críticos que escrevem em maioria para a imprensa tradicional, o filme tem uma média aritmética ponderada de 62 entre 100, com a indicação de "revisões geralmente favoráveis".
No The New York Times, Devika Girish disse que “é um filme sentimental e previsível com uma perspectiva excessivamente simplista e centrada na criança sobre questões políticas complexas." O The Wall Street Journal reportou que "é um daqueles filmes que você nunca espera, mas que se tornam uma agradável surpresa para você".